# Tudisi

Lo stemma dei Tudisi

La famiglia Tudisi (nelle fonti anche Tudisio, Tidisio, Teduisio, Thodisio, Todusio, Tedoyse e Tidussio, in croato anche Tudizić) fu una famiglia nobile della Repubblica di Ragusa.

## Storia
Le origini dei Tudisi non sono certe, ma secondo un'antica tradizione essi si sarebbero trasferiti a Ragusa da Gallipoli, dov'erano conosciuti prevalentemente come Tudisio. Il cognome deriva dal nome proprio Theodosius.
Fra il 1440 e il 1640 i Tudisi contarono 36 membri del Maggior Consiglio, pari all'1,64% sul totale. In questi duecento anni, ottennero anche 37 cariche senatoriali (1,13%), 30 volte la qualifica di Rettore della Repubblica (1,26%), 32 membri del Minor Consiglio (1,48%) e 3 Guardiani della Giustizia (0,37%).
L'Almanacco di Gotha non li enumera fra le famiglie del più antico Patriziato Sovrano Originario della Repubblica ancora residenti in città alla metà del XIX secolo, in quanto il ramo principale della famiglia si estinse nel 1792 con la morte di Michele Francesco (Miho-Frano) Tudisi..

## Personalità notabili (in ordine cronologico)
- Marino Tudisi (XVII secolo) - Senatore, dopo il disastroso terremoto del 1667 si adoperò per la rinascita del teatro raguseo, traducendo in lingua illirica varie commedie di Molière.
- Sigismondo Tudisi (1692 - 1760) - Vescovo di Trebigne, lasciò una serie di dotti studi sulle terre dell'entroterra raguseo.